# فنگ آیگانگ
فنگ آیگانگ (انگلیسی: Feng Aigang؛ زادهٔ ۲۰ دسامبر ۱۹۷۵) کشتی‌گیر اهل چین بود. وی در بازی‌های المپیک تابستانی ۱۹۹۶ شرکت کرده‌است.